# U–881
Az U–881 tengeralattjárót a német haditengerészet rendelte a brémai AG Wessertől 1942. április 2-án. A hajót 1944. május 27-én állították szolgálatba. Egy harci küldetése volt, hajót nem süllyesztett el.

## Pályafutása
Az U–881 egyetlen őrjáratára 1945. április 7-én futott ki Bergenből, kapitánya Dr. Karl-Heinz Frischke volt. Május 6-án, Új-Fundlandtól délkeletre a USS Farquhar amerikai romboló mélységi bombákkal megsemmisítette. A teljes legénység, 53 ember meghalt.

## Kapitány
| Név                     | Kezdőnap        | Zárónap        |
| ----------------------- | --------------- | -------------- |
| Dr. Karl-Heinz Frischke | 1944. május 27. | 1945. május 6. |

## Őrjárat
| Indulás | Indulónap        | Érkezés | Zárónap        |
| ------- | ---------------- | ------- | -------------- |
| Bergen  | 1945. április 7. | *       | 1945. május 6. |

* A hajó nem érte el úti célját, elsüllyesztették